# Associazione Calcio Lecco 1963-1964
Questa pagina raccoglie le informazioni riguardanti l'Associazione Calcio Lecco nelle competizioni ufficiali della stagione 1963-1964.

## Stagione
Nella stagione 1963-1964 il Lecco disputa il campionato di Serie B, un torneo a 20 squadre che prevede tre promozioni e tre retrocessioni. Con 44 punti in classifica i celesteblù ottengono il quinto posto a due punti dalla promozione. Salgono in Serie A il Varese con 51 punti, il Cagliari con 49 punti ed il Foggia con 46 punti. Scendono in Serie C il Prato con 31 punti, l'Udinese con 29 punti ed il Cosenza con 26 punti.
Si riparte agli ordini di Angelo Piccioli con la stessa squadra della scorsa stagione irrobustita da qualche giovane e covando le stesse ambizioni, in campionato partenza a razzo con tre vittorie di fila, poi arriva un calo nel mese di novembre con tre sconfitte consecutive che affievoliscono gli entusiasmi, si continua a lottare fino al termine del torneo sempre nelle prime posizioni della classifica, le speranze blucelesti si spengono a Parma alla penultima giornata, sconfitti (1-0) da una squadra in lotta per salvarsi, si termina il torneo al quinto posto, due punti sotto il Foggia promosso. Due atleti in doppia cifra nella classifica dei marcatori, Riccardo Innocenti con 12 reti e Sergio Clerici con 11 centri. In Coppa Italia il Lecco viene eliminato al primo turno con la sconfitta interna (1-3) con il Torino.

## Rosa
| N. |                    | Ruolo | Calciatore         |
| -- | ------------------ | ----- | ------------------ |
|    | Italia (bandiera)  | P     | Antonio Annibale   |
|    | Italia (bandiera)  | A     | Romano Bagatti     |
|    | Italia (bandiera)  | C     | Gino Bertucco      |
|    | Italia (bandiera)  | D     | Attilio Bravi      |
|    | Brasile (bandiera) | A     | Sergio Clerici     |
|    | Italia (bandiera)  | C     | Francesco Duzioni  |
|    | Italia (bandiera)  | D     | Vinicio Facca      |
|    | Italia (bandiera)  | C     | Sergio Ferrari     |
|    | Italia (bandiera)  | C     | Italo Galbiati     |
|    | Italia (bandiera)  | A     | Riccardo Innocenti |

| N. |                   | Ruolo | Calciatore          |
| -- | ----------------- | ----- | ------------------- |
|    | Svezia (bandiera) | A     | Bengt Lindskog      |
|    | Italia (bandiera) | P     | Giuseppe Meraviglia |
|    | Italia (bandiera) | C     | Antonio Pasinato    |
|    | Italia (bandiera) | A     | Giovanni Ridolfi    |
|    | Italia (bandiera) | C     | Luciano Rigato      |
|    | Italia (bandiera) | C     | Giovanni Sacchi     |
|    | Italia (bandiera) | A     | Gianfranco Sarchi   |
|    | Italia (bandiera) | A     | Marco Savioni       |
|    | Italia (bandiera) | A     | Giampiero Schiavo   |
|    | Italia (bandiera) | D     | Ezio Tettamanti     |

## Risultati

### Serie B

#### Girone di andata
| Arbitro: | Marchiori (Padova) |

|                       |           |  |
| Bagatti 5’ (rig.) 30’ | Marcatori |  |

| Arbitro: | Righetti (Torino) |

|  |           |             |
|  | Marcatori | 83’ Clerici |

| Arbitro: | Bernardis (Trieste) |

|                           |           |            |
| Bagatti 72’ Innocenti 82’ | Marcatori | 35’ Oldani |

| Arbitro: | Angelini (Firenze) |

|                 |           |             |
| Nocera 39’, 80’ | Marcatori | 82’ Clerici |

| Palermo 13 ottobre 1963 5ª giornata | Palermo           | 0 – 0 | Lecco | Stadio La Favorita\| Arbitro: \| D'Agostini (Roma) \| |
| Arbitro:                            | D'Agostini (Roma) |       |       |                                                       |

| Arbitro: | Pignatta (Torino) |

|             |           |  |
| Clerici 14’ | Marcatori |  |

| Napoli 3 novembre 1963 7ª giornata | Napoli           | 0 – 0 | Lecco | Stadio San Paolo\| Arbitro: \| Politano (Cuneo) \| |
| Arbitro:                           | Politano (Cuneo) |       |       |                                                    |

| Arbitro: | De Marchi (Pordenone) |

|                                       |           |  |
| Viacava 15’, 69’ Carrera 41’ Lodi 54’ | Marcatori |  |

| Arbitro: | Righetti (Torino) |

|  |           |                            |
|  | Marcatori | 83’ Carminati 88’ Abbatini |

| Arbitro: | Rancher (Roma) |

|                                     |           |  |
| Maschietto 21’ Zeno 42’ Bonatti 60’ | Marcatori |  |

| Arbitro: | Piantoni (Terni) |

|                    |           |  |
| Innocenti 22’, 86’ | Marcatori |  |

| Arbitro: | Acernese (Roma) |

|               |           |            |
| Innocenti 17’ | Marcatori | 1’ Sartore |

| Varese 15 dicembre 1963 13ª giornata | Varese             | 0 – 0 | Lecco | Stadio Franco Ossola\| Arbitro: \| Sebastio (Taranto) \| |
| Arbitro:                             | Sebastio (Taranto) |       |       |                                                          |

| Arbitro: | Grignani (Milano) |

|                          |           |  |
| Innocenti 2’ Ridolfi 50’ | Marcatori |  |

| Cosenza 29 dicembre 1963 15ª giornata | Cosenza                     | 0 – 0 | Lecco | Stadio Emilio Morrone\| Arbitro: \| Barolo (Bassano del Grappa) \| |
| Arbitro:                              | Barolo (Bassano del Grappa) |       |       |                                                                    |

| Arbitro: | Palazzo (Palermo) |

|                        |           |                    |
| Bagnoli 9’, 52’ (rig.) | Marcatori | 59’ (rig.) Clerici |

| Arbitro: | Rigato (Mestre) |

|                            |           |  |
| Pasinato 59’ Innocenti 70’ | Marcatori |  |

| Arbitro: | Marchiori (Padova) |

|                           |           |  |
| Innocenti 10’ Schiavo 69’ | Marcatori |  |

| Arbitro: | Sebastio (Taranto) |

|              |           |                           |
| De Paoli 88’ | Marcatori | 49’ Innocenti 80’ Clerici |

#### Girone di ritorno
| Trieste 2 febbraio 1964 20ª giornata | Triestina        | 0 – 0 | Lecco | Stadio Giuseppe Grezar\| Arbitro: \| Gonella (Torino) \| |
| Arbitro:                             | Gonella (Torino) |       |       |                                                          |

| Arbitro: | Barolo (Bassano del Grappa) |

|             |           |  |
| Schiavo 20’ | Marcatori |  |

| Arbitro: | Angonese (Mestre) |

|                |           |               |
| L. Bettini 57’ | Marcatori | 53’ Innocenti |

| Arbitro: | Varazzani (Parma) |

|             |           |           |
| Bertucco 6’ | Marcatori | 9’ Valadè |

| Arbitro: | Zanchi (Mestre) |

|                           |           |  |
| Schiavo 17’ Innocenti 71’ | Marcatori |  |

| Arbitro: | Marengo (Chiavari) |

|                            |           |                  |
| De Cecco 65’ Andersson 81’ | Marcatori | 44’, 55’ Clerici |

| Arbitro: | Rancher (Roma) |

|             |           |  |
| Clerici 86’ | Marcatori |  |

| Lecco 29 marzo 1964 27ª giornata | Lecco            | 0 – 0 | Potenza | Stadio Mario Rigamonti\| Arbitro: \| Gonella (Torino) \| |
| Arbitro:                         | Gonella (Torino) |       |         |                                                          |

| Arbitro: | Roversi (Bologna) |

|               |           |  |
| Carminati 20’ | Marcatori |  |

| Lecco 12 aprile 1964 29ª giornata | Lecco           | 0 – 0 | Verona | Stadio Mario Rigamonti\| Arbitro: \| Genel (Trieste) \| |
| Arbitro:                          | Genel (Trieste) |       |        |                                                         |

| Arbitro: | Bernardis (Trieste) |

|             |           |  |
| Taccola 62’ | Marcatori |  |

| Arbitro: | Cirone (Palermo) |

|                          |           |                        |
| Santon 21’ Dori 25’, 72’ | Marcatori | 36’ (rig.) 76’ Bagatti |

| Arbitro: | Varazzani (Parma) |

|             |           |                |
| Clerici 70’ | Marcatori | 26’ Traspedini |

| Arbitro: | Barolo (Bassano del Grappa) |

|                     |           |                     |
| Melonari 49’ (rig.) | Marcatori | 40’ (rig.) Lindskog |

| Arbitro: | Di Tonno (Lecce) |

|             |           |  |
| Clerici 75’ | Marcatori |  |

| Arbitro: | Sebastio (Taranto) |

|                                               |           |             |
| Innocenti 11’ Lindskog 21’ (rig.) Clerici 62’ | Marcatori | 67’ Micelli |

| Cagliari 7 giugno 1964 36ª giornata | Cagliari         | 0 – 0 | Lecco | Stadio Amsicora\| Arbitro: \| Sbardella (Roma) \| |
| Arbitro:                            | Sbardella (Roma) |       |       |                                                   |

| Arbitro: | Genel (Trieste) |

|           |           |  |
| Pinti 13’ | Marcatori |  |

| Arbitro: | Politano (Genova) |

|               |           |  |
| Innocenti 67’ | Marcatori |  |

### Coppa Italia
| Arbitro: | Varazzani (Parma) |

|            |           |                          |
| Sarchi 33’ | Marcatori | 12’, 39’ Peirò 83’ rippa |

## Statistiche

### Statistiche di squadra
| Competizione | Punti | In casa | In casa | In casa | In casa | In casa | In casa | In trasferta | In trasferta | In trasferta | In trasferta | In trasferta | In trasferta | Totale | Totale | Totale | Totale | Totale | Totale | DR |
| Competizione | Punti | G       | V       | N       | P       | Gf      | Gs      | G            | V            | N            | P            | Gf           | Gs           | G      | V      | N      | P      | Gf     | Gs     | DR |
| ------------ | ----- | ------- | ------- | ------- | ------- | ------- | ------- | ------------ | ------------ | ------------ | ------------ | ------------ | ------------ | ------ | ------ | ------ | ------ | ------ | ------ | -- |
| Serie B      | 44    | 19      | 13      | 5       | 1       | 25      | 7       | 19           | 2            | 9            | 8            | 11           | 22           | 38     | 15     | 14     | 9      | 36     | 29     | +7 |
| Coppa Italia |       | 1       | 0       | 0       | 1       | 1       | 3       | -            | -            | -            | -            | -            | -            | -      | -      | -      | -      | 1      | 3      | -2 |
| Totale       |       | 20      | 13      | 5       | 2       | 26      | 10      | 19           | 2            | 9            | 8            | 11           | 22           | 39     | 15     | 14     | 10     | 37     | 32     | +5 |

### Statistiche dei giocatori
| Giocatore     | Serie B  | Serie B | Coppa Italia | Coppa Italia | Totale   | Totale |
| Giocatore     | Presenze | Reti    | Presenze     | Reti         | Presenze | Reti   |
| ------------- | -------- | ------- | ------------ | ------------ | -------- | ------ |
| A. Annibale   | 6        | -8      | ?            | ?            | 6+       | -8+    |
| R. Bagatti    | 22       | 5       | ?            | ?            | 22+      | 5+     |
| G. Bertucco   | 16       | 1       | ?            | ?            | 16+      | 1+     |
| A. Bravi      | 26       | 0       | ?            | ?            | 26+      | 0+     |
| S. Clerici    | 37       | 10      | ?            | ?            | 37+      | 10+    |
| F. Duzioni    | 11       | 0       | ?            | ?            | 11+      | 0+     |
| V. Facca      | 38       | 0       | ?            | ?            | 38+      | 0+     |
| S. Ferrari    | 16       | 0       | ?            | ?            | 16+      | 0+     |
| I. Galbiati   | 21       | 0       | ?            | ?            | 21+      | 0+     |
| R. Innocenti  | 38       | 12      | ?            | ?            | 38+      | 12+    |
| B. Lindskog   | 11       | 2       | ?            | ?            | 11+      | 2+     |
| G. Meraviglia | 32       | -21     | ?            | ?            | 32+      | -21+   |
| A. Pasinato   | 38       | 1       | ?            | ?            | 38+      | 1+     |
| G. Ridolfi    | 5        | 1       | ?            | ?            | 5+       | 1+     |
| L. Rigato     | 3        | 0       | ?            | ?            | 3+       | 0+     |
| G. Sacchi     | 37       | 0       | ?            | ?            | 37+      | 0+     |
| G. Sarchi     | 1        | 0       | ?            | ?            | 1+       | 0+     |
| M. Savioni    | 10       | 0       | ?            | ?            | 10+      | 0+     |
| G. Schiavo    | 37       | 4       | ?            | ?            | 37+      | 4+     |
| E. Tettamanti | 13       | 0       | ?            | ?            | 13+      | 0+     |